# Biskupi katoliccy pochodzenia polskiego
Biskupi katoliccy pochodzenia polskiego

## Biskupi pochodzenia polskiego w Stanach Zjednoczonych Ameryki
- Mark Bartchak (ur. 1955 r.) – biskup Altoona-Johnstown
- Paul Bootkoski (ur. 1940 r.) – emerytowany biskup Metuchen
- Fabian Bruskewitz (ur. 1935 r.) – emerytowany biskup Lincoln
- Keith Chylinski (ur. 1971 r.) – biskup pomocniczy Filadelfii
- Edward Grosz (ur. 1945 r.) – emerytowany biskup pomocniczy Buffalo
- Bruce Lewandowski (ur. 1967 r.) – biskup Providence
- Jerome Listecki (ur. 1949 r.) – emerytowany arcybiskup metropolita Milwaukee
- Adam Maida (ur. 1930 r.) – emerytowany arcybiskup Detroit
- Thomas Paprocki (ur. 1952 r.) – biskup Springfield w Illinois
- Mitchell Rozanski (ur. 1958 r.) – arcybiskup metropolita St. Louis
- John Siemianowski (ur. 1960 r.) – biskup pomocniczy Chicago
- David Walkowiak (ur. 1953 r.) – biskup Grand Rapids
- Thomas Wenski (ur. 1950 r.) – arcybiskup metropolita Miami
- Chad Zielinski (ur. 1964 r.) – biskup New Ulm
- David Zubik (ur. 1949 r.) – biskup ordynariusz Pittsburgh

Zmarli
- Alfred Abramowicz (1919 – 1999) – biskup pomocniczy Chicago
- Roman Atkielski (1898 – 1969) – biskup pomocniczy Milwaukee
- Stanislaus Bona (1888 – 1967) – biskup Grand Island, biskup Green Bay
- Stanislaus Brzana (1917 – 1997) – biskup Ogdensburga
- Thad Jakubowski (1924 – 2013) – biskup pomocniczy Chicago
- Michael Kaniecki SI (1935 – 2000) – biskup Fairbanks
- Henry Klonowski (1898 – 1977) – biskup pomocniczy Scranton
- Edward Kmiec (1936 – 2020) – emerytowany biskup Buffalo
- Edward Kozłowski (1860 – 1915) – biskup pomocniczy Milwaukee
- Arthur Henry Krawczak (1913 – 2000) – biskup pomocniczy Detroit
- John Krol (1910 – 1996) – arcybiskup metropolita Filadelfii
- Alfred Markiewicz (1928 – 1997) – biskup Kalamazoo
- Dale Melczek (1938 – 2022) – emerytowany biskup Gary
- Daniel Pilarczyk (1934 – 2020) – emerytowany arcybiskup Cincinnati
- Joseph Casimir Plagens (1880 – 1943) – biskup diecezjalny Grand Rapids
- Paweł Piotr Rhode (1871 – 1945) – biskup Green Bay
- Charles Salatka (1918 – 2003) – arcybiskup Oklahoma City
- Thaddeus Shubsda (1925 – 1991) – biskup Monterey
- Edmund Szoka (1927 – 2014) – arcybiskup Detroit, Gubernator Państwa Watykańskiego
- Stephen Woznicki (1894 – 1968) – biskup Saginaw
- Aloysius Wycislo (1908 – 2005) – biskup Green Bay
- Alexander Zaleski (1906 – 1975) – biskup Lansing

## Biskupi pochodzenia polskiego w Brazylii
- Rafael Biernaski (ur. 1955 r.) – biskup pomocniczy archidiecezji Kurytyba
- José Carlos Chacorowski (ur. 1956 r.) – biskup diecezji Caraguatatuba, stan São Paulo
- Sérgio Krzywy (ur. 1952 r.) – biskup Araçatuba, stan São Paulo

Zmarli
- Walmor Battu Wichrowski (1920 – 2001) – biskup pomocniczy Santos, Santa Maria, ordynariusz diecezji Nova Iguaçu, Cruz Alta
- Ladislau Biernaski (1937 – 2012) – biskup São José dos Pinhais, stan Parana
- Pedro Filipak (1920 – 1991) – biskup Jacarezinho, stan Parana
- Izidoro Kosiński (1932 – 2017) – biskup Três Lagoas, stan Mato Grosso do Sul
- Domingos Gabriel Wiśniewski (1928 – 2010) – biskup Apucarana, stan Parana

## Biskupi pochodzenia polskiego w innych krajach
- Nikołaj Dubinin (ur. 1973 r.) – biskup pomocniczy Moskwy
- Czesław Kozon (ur. 1951 r.) – biskup Kopenhagi
- Edvards Pavlovskis (ur. 1950 r.) – biskup Jelgawy
- Zbigniew Stankiewicz (ur. 1955 r.) – arcybiskup Rygi
- Matthew Francis Ustrzycki (ur. 1932 r.) – emerytowany biskup pomocniczy Hamilton (Kanada)

Zmarli
- Henry Theophilus Howaniec (1931 – 2018) – emerytowany biskup Ałmaty w Kazachstanie
- Raymond Kalisz SVD (1927 – 2010) – biskup Wewak w Papui-Nowej Gwinei
- Augustin-Joseph Sépinski OFM (1900 – 1978) – nuncjusz apostolski w Urugwaju
- Karol Śliwowski (1845 – 1933) – biskup Władywostoku
- David Zywiec (1947 – 2020) – biskup Siuna w Nikaragui